# Венцель, Кристине
Кристи́не Ве́нцель (нем. Christine Wenzel, девичья фамилия Бри́нкер нем. Brinker; род. 10 июля 1981, Иббенбюрен) — немецкий стрелок, специализирующаяся в дисциплине скит. Участница трёх Олимпиад, четырёхкратная чемпионка мира.

## Карьера
Заниматься спортивной стрельбой Кристине Бринкер начала в 2001 году. В 2005 году впервые в карьере завоевала медаль кубка мира, став третьей на этапе в южнокорейском Чханвоне. В 2007 году одержала первую в карьере победу на этапе в словенском Мариборе. В том же году завоевала золото на первенстве мира в Никосии.
На Олимпийских играх дебютировала в 2008 году на пекинских Играх. В ските она промахнулась в квалификации пять раз и с третьим результатам вышла в решающий раунд. Там она поразила 23 мишени и разделила 1-3 места с итальянкой Кайнеро и американкой Роуд. Судьба медалей определилась в перестрелке, где немка проиграла обоим своим соперницам и завоевала лишь бронзовую медаль. 
В 2009 и 2011 годах немка дважды выигрывала золотые медали чемпионатов мира. В Лондоне вновь вышла в финал соревнований по скиту, но с результатом 89 баллов разделила 5-6 места с Кайнеро.
В 2013 году в Лиме завоевала четвёртую золотую медаль чемпионата мира, в 2015 году впервые стала чемпионкой Европы. На Олимпиаде в Рио-де-Жанейро поразила в квалификации всего 68 мишеней из 75 и заняв 11-е место не прошла квалификацию.